# Taylor Ho Bynum/Diskografie

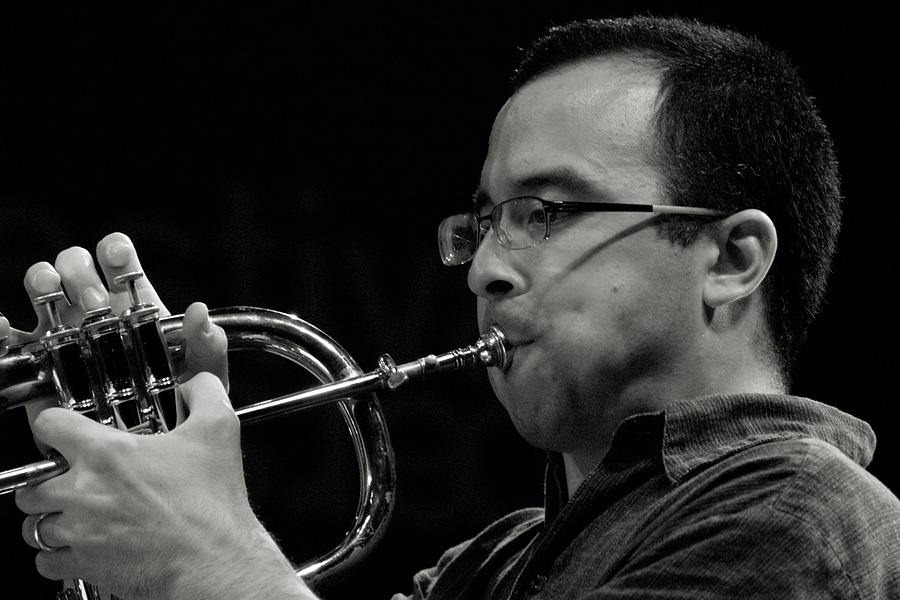
Taylor Ho Bynum, Moers Festival (2007)

Diese Diskografie ist eine Übersicht über die veröffentlichten Alben des Jazz- und Improvisationsmusikers Taylor Ho Bynum (Trompete, Flügelhorn, Piccolotrompete, Basstrompete). Sie listet seine Alben unter eigenem Namen (Solo-, Duo-, Trio- und weitere Band-Projekte u. a. mit Anthony Braxton, Mary Halvorson) sowie die Mitwirkung an weiteren Projekten u. a. von Anthony Braxton, Bill Dixon, Jason Kao Hwang und Assif Tsahar. Der Musiker war von 1996 bis 2012 an über 100 Aufnahmesessions beteiligt.

## Alben unter eigenem Namen
| Album                                                                | Musiklabel           | Aufnahme | VÖ   | Anmerkungen |
| -------------------------------------------------------------------- | -------------------- | -------- | ---- | --- |
| Taylor Ho Bynum Ensemble with Anthony Braxton                        | 4ab                  | 1998     | ?    | mit Giles Miller, Steve Lehman, Anthony Braxton, Eric Ronick, Evan O’Reilly, Chris Pistorino, Tomas Fujiwara, Guillermo E. Brown. Tri-Centric Festival, New York. |
| And Only Life My Lush Lament                                         | Sachimay             | 1998     | 1999 | Taylor Ho Bynum/Eric Rosenthal |
| Trio Ex Nihilo                                                       | Buzz                 | 2000     | 2000 | Jeff Song, Curt Newton & Taylor Ho Bynum |
| Cenote                                                               | Cadence Jazz         | 2000/01  | 2001 | Taylor Ho Bynum/Eric Rosenthal |
| Duets (Wesleyan) 2002                                                | Innova               | 2002     | 2002 | Anthony Braxton/Taylor Ho Bynum |
| Other Stories [Three Suites]                                         | 482 Music            | 2003-05  | 2005 | Taylor Ho Bynum & Spidermonkey Strings, mit Pete Fitzpatrick, Jason Kao Hwang, Jean Cook, Stephanie Griffin, Okkyung Lee                                          |
| The Middle Picture                                                   | Firehouse 12 Records | 2005/06  | 2007 | mit Matt Bauder, Mary Halvorson, Evan O’Reilly, Jessica Pavone, Tomas Fujiwara                                                                                    |
| True Events                                                          | 482 Music            | 2006     | 2007 | Taylor Ho Bynum & Tomas Fujiwara |
| The Double Trio                                                      | Engine               | 2006     | 2008 | Stephen Haynes & Taylor Ho Bynum, mit Allan Jaffe, Mary Halvorson, Warren Smith, Tomas Fujiwara                                                                   |
| Asphalt Flowers, Forking Paths                                       | hatOLOGY             | 2008     | 2008 | mit Matt Bauder, Mary Halvorson, Evan O’Reilly, Jessica Pavone, Tomas Fujiwara                                                                                    |
| The Throes                                                           | CIMP                 | 2008     | 2011 | Nate Wooley & Taylor Ho Bynum, ed. 2011 |
| Madeleine Dreams                                                     | Firehouse12 Records  | 2008     | 2009 | Taylor Ho Bynum & Spidermonkey Strings, mit Pete Fitzpatrick, Jason Kao Hwang, Jessica Pavone, Tomas Ulrich, Joe Daley, Luther Gray, Kyoko Kitamura               |
| Stepwise                                                             | Not Two Records      | 2009     | 2010 | Taylor Ho Bynum & Tomas Fujiwara |
| Book of Three                                                        | Rogue Art            | 2009/10  | 2010 | Taylor Ho Bynum/John Hébert/Gerald Cleaver |
| Next                                                                 | Porter               | 2010?    | 2011 | Taylor Ho Bynum, Joe Morris, Sara Schoenbeck |
| Apparent Distance                                                    | Firehouse 12 Records | 2011     | 2011 | Taylor Ho Bynum, Bill Lowe, Jim Hobbs, Mary Halvorson, Ken Filiano, Tomas Fujiwara                                                                                |
| Navigation (Possibility Abstract X & XI)                             | Firehouse 12 Records | 2012     | 2013 | Taylor Ho Bynum Sextet mit Ken Filiano, Jim Hobbs, Bill Lowe, Tomas Fujiwara, Mary Halvorson                                                                      |
| Navigation (Possible Abstracts XII & XIII)                           | Firehouse 12 Records | 2012     | 2013 | Taylor Ho Bynum Sextet |
| Through Foundation                                                   | (kein Musiklabel)    | 2012     | 2014 | Duoaufnahmen mit Tomas Fujiwara (10 × File, FLAC) |
| The Bootlegs Vol. 1: Field Recordings from the Acoustic Bicycle Tour | (kein Musiklabel)    | 2014     | 2017 | solo |
| The Bootlegs Vol. IV                                                 | (kein Labbel)        | 2014     | 2018 | mit Mark Dresser |
| Enter the PlusTet                                                    | Firehouse 12 Records | 2016     | 2016 | |
| The Ambiguity Manifesto                                              | Firehouse 12         | 2019     | 2019 | Taylor Ho Bynum 9-tette, mit Bill Lowe, Ingrid Laubrock, Jim Hobbs, Ken Filiano, Mary Halvorson, Stomu Takeishi, Tomeka Reid, Tomas Fujiwara.                     |
| Notice                                                               | Bandcamp             |          | 2022 | mit Tomas Fujiwara |
| Simple Ways Such Self                                                | Orenda               |          | 2024 | mit Jacqueline Kerrod |

## Alben in kollaborativen Bandprojekten
| Musiker/Band                                               | Album                                                        | Musiklabel             | Aufnahme | Anmerkungen |
| ---------------------------------------------------------- | ------------------------------------------------------------ | ---------------------- | -------- | --- |
| Paradigm Shift                                             | The RAW Field Recordings                                     | Tautoloy               | 1998     | mit Stephen Haynes, Aaron Johnson, Salim Washington, Joe Daley, Pheeroan akLaff, Syd Smart                                                           |
| The Convergence Quartet                                    | Live in Oxford                                               | FMR Records            | 2006     | Taylor Ho Bynum, Alexander Hawkins, Dominic Lash, Harris Eisenstadt                                                                                  |
| The Thirteenth Assembly                                    | (Un)sentimental                                              | Important              | 2007     | Taylor Ho Bynum, Mary Halvorson, Jessica Pavone, Tomas Fujiwara                                                                                      |
| Positive Catastrophe                                       | Garabatos Volume One                                         | Cuneiform              | 2008     | mit Reut Regev, Mark Taylor, Matt Bauder, Michaël Attias, Pete Fitzpatrick, Abraham Gomez-Delgado, Keith Witty, Jen Shyu, Tomas Fujiwara             |
| Searching for Adam                                         | Rodrigo Amado, Taylor Ho Bynum, John Hébert & Gerald Cleaver | Not Two Records        | 2008     | |
| The Convergence Quartet                                    | Song / Dance                                                 | Clean Feed             | 2009     | Taylor Ho Bynum, Alexander Hawkins, Dominic Lash, Harris Eisenstadt                                                                                  |
| The Thirteenth Assembly                                    | Station Direct                                               | Important              | 2010     | Taylor Ho Bynum, Mary Halvorson, Jessica Pavone, Tomas Fujiwara                                                                                      |
| Anthony Braxton & Taylor Ho Bynum                          | Duo (Amherst) 2010                                           | New Braxton House      | 2010     | veröffentlicht 2013 |
| Aych                                                       | As the Crow Flies                                            | Relative Pitch         | 2011     | Taylor Ho Bynum, Jim Hobbs, Mary Halvorson |
| Living by Lanterns                                         | New Myth/Old Science                                         | Cuneiform              | 2011     | mit Greg Ward, Ingrid Laubrock, Jason Adasiewicz, Nick Butcher, Mary Halvorson, Tomeka Reid, Joshua Abrams, Tomas Fujiwara, Mike Reed                |
| The Convergence Quartet                                    | Slow and Steady                                              | NoBusiness Records     | 2011     | Taylor Ho Bynum, Alexander Hawkins, Dominic Lash, Harris Eisenstadt                                                                                  |
| Positive Catastrophe                                       | Dibrujo, Dibrujo, Dibrujo…                                   | Cuneiform              | 2011     | mit Reut Regev, Mark Taylor, Matt Bauder, Michael Attias, Kamala Sankaram, Pete Fitzpatrick, Alvaro Benavides, Tomas Fujiwara, Abraham Gomez-Delgado |
| The Convergence Quartet                                    | Owl Jacket                                                   | NoBusiness             | 2013     | Taylor Ho Bynum, Harris Eisenstadt, Alexander Hawkins, Dominic Lash (veröffentlicht 2015)                                                            |
| Taylor Ho Bynum, John Hébert, Gerald Cleaver               | Book of Three – Continuum                                    | Relative Pitch Records | 2012?    | 2013 |
| Anthony Braxton, Taylor Ho Bynum, Nels Cline, Greg Saunier | Quartet (New Haven) 2014                                     | Firehouse 12 Records   | 2014     | 2019 |
| Illegal Crowns                                             | Illegal Crowns                                               | RogueArt               | 2014     | Taylor Ho Bynum, Mary Halvorson, Benoît Delbecq, Tomas Fujiwara (veröffentlicht 2016)                                                                |
| Tomeka Reid, Kyoko Kitamura, Taylor Ho Bynum, Joe Morris   | Geometry of Caves                                            | Relative Pitch Records | 2017     | 2018 |
| Illegal Crowns                                             | The No-Nosed Puppet                                          | RogueArt               | 2017     | Taylor Ho Bynum, Mary Halvorson, Benoît Delbecq, Tomas Fujiwara (veröffentlicht 2019)                                                                |
| Tomeka Reid, Kyoko Kitamura, Taylor Ho Bynum, Joe Morris   | Geometry Of Trees                                            | Relative Pitch Records | 2021?    | 2022 |
| Illegal Crowns                                             | Unclosing                                                    | Out of Your Head       | 2022     | Taylor Ho Bynum, Mary Halvorson, Benoît Delbecq, Tomas Fujiwara (veröffentlicht 2023)                                                                |
| Brad Barrett / Taylor Ho Bynum / Joe Morris                | Ephemeralm Locations                                         | Fundacja Słuchaj       | 2024     | |
| Brad Barrett / Taylor Ho Bynum / Joe Morris                | Geologic Time                                                | Fundacja Sluchaj       | 2025     | |

## Alben als Sideman
| Musiker/Band                                      | Album                                                                     | Musiklabel                            | Aufnahme | Anmerkungen |
| ------------------------------------------------- | ------------------------------------------------------------------------- | ------------------------------------- | -------- | --- |
| Anthony Braxton                                   | Composition No. 102: Anthony Braxton with the Wesleyan Creative Orchestra | Braxton House                         | 1996     | |
| Aardvark Jazz Orchestra                           | No Walls: A Christmas Concert                                             | Aardmuse                              | 1996     | Leitung: Mark Harvey |
| Brandon Evans                                     | Recurring Moons, Quartet 1997                                             | Parallactic                           | 1997     | mit Catherine Bent, George Cremaschi, Kevin Norton, live Knitting Factory, New York Jazz Festival. |
| Aardvark Jazz Orchestra                           | Bethlehem Counterpoint: Carols and a Christmas Cantata                    | Aardmuse                              | 1997     | U. a. mit Sheila Jordan; Leitung: Mark Harvey |
| Brandon Evans                                     | Two Compositions for Chamber Orchestra 1998                               | Parallactic                           | 1998     | |
| Anthony Braxton                                   | Four Compositions (Washington, D.C.) 1998                                 | Braxton House                         | 1998     | |
| Bhob Rainey                                       | Crawlspace/Universal Noir                                                 | Tautology                             | 1998     | mit Eric Rosenthal, Jack Wright |
| Joe Fonda                                         | Full Circle Suite                                                         | CIMP                                  | 1999     | mit Gebhard Ullmann, Chris Jonas, Kevin Norton |
| Alan Silva                                        | Alan Silva & The Sound Visions Orchestra                                  | Eremite                               | 1999     | |
| Jeff Song                                         | Diasporama                                                                | Stellar                               | 2000     | Mit Dean Laabs, Michel Gentile, Jason Kao Hwang, Matt Turner, John Mettam |
| Aardvark Jazz Orchestra                           | The Seeker                                                                | Leo Records                           | 2000     | |
| Anthony Braxton                                   | Six Compositions (GTM) 2001                                               | Rastascan                             | 2001     | |
| Assif Tsahar                                      | Embracing The Void: Assif Tashar and the Zoanthopic Orchestra             | Hopscotch                             | 2001     | Mit Antoine Brye, Matt Lavelle, Curtis Hasselbring, Steve Swell, Reut Regev, Ori Kaplan, Oscar Noriega, Aaron Stewart, Alex Harding, Craig Taborn, Tom Abbs, Andrew Barker                                                          |
| Jim Hobbs                                         | Marriage of Heaven and Earth                                              | Innova                                | 2001     | Mit Timo Shanko, Django Carranza |
| Aardvark Jazz Orchestra                           | American Agonistes                                                        | Leo                                   | 2001-07  | |
| Carlo Actis Dato                                  | American Tour February 2002                                               | Splasc(h)                             | 2002     | |
| Laura Andel                                       | Andel Orchestra                                                           | Red Toucan                            | 2002     | U. a. mit Jamie Baum, Oscar Noriega, Sam Furnace, Carl Maguire, Ursel Schlicht, Reuben Radding, Tatsuya Nakatani |
| Anthony Braxton                                   | Nine Compositions 2003                                                    | Rastacan                              | 2003     | U. a. mit Greg Kelley, Kyle Bruckmann, Sara Schoenbeck, John Shiurba, Gino Robair |
| Harris Eisenstadt                                 | Jalolu                                                                    | CIMP                                  | 2003     | mit Roy Campbell, Paul Smoker, Andy Laster |
| Jim Hobbs                                         | Lapis Exilis                                                              | Skycap                                | 2004     | mit Timo Shanko, Django Carranza |
| Timo Shanko                                       | Freedom Right Now                                                         | Skycap                                | 2004     | mit Keala Kaumeheiwa, Gary Wicks, Luther Gray |
| Fred Ho                                           | Year of the Tiger                                                         | Innova                                | 2004     | Fred Ho and the Green Monster Big Band, u. a. mit Stanton Davis, Nabate Isles, Amir ElSaffar, Earl McIntyre, Bobby Zankel, Hafez Modirzadeh, Mary Halvorson                                                                         |
| Anthony Braxton                                   | Quintet (London) 2004                                                     | Leo                                   | 2004     | mit Mary Halvorson, Chris Dahlgren, Satoshi Takeishi |
| Laura Andel                                       | In::Tension:                                                              | Rossbin                               | 2004     | Electric Percussive Orchestra, u. a. mit Ursel Schlicht, Carl Maguire, Joel Harrison, Andrew Drury |
| Aardvark Jazz Orchestra                           | Trumpet Madness                                                           | Leo                                   | 2005     | |
| Jason Kao Hwang                                   | Edge                                                                      | Asian Improv                          | 2005     | mit Ken Filiano, Andrew Drury |
| Anthony Braxton                                   | Sextet (Victoriaville) 2005                                               | Victo                                 | 2005     | Mit Jessica Pavone, Chris Dahlgren, Jay Rozen, Aaron Siegel |
| Anthony Braxton                                   | 4 Compositions (Ulrichsberg) – 2005 Phonomanie VIII                       | Leo                                   | 2005     | |
| Anthony Braxton                                   | Trio (Glasgow) 2005                                                       | Leo                                   | 2005     | mit Tom Crean |
| Anthony Braxton                                   | Sextet (Philadelphia) 2005                                                | New Braxton House                     | 2005     | mit Jessica Pavone, Carl Testa, Jay Rozen, Aaron Siegel |
| Anthony Braxton                                   | 9 Compositions (Iridium) 2006                                             | Firehouse 12                          | 2006     | U. a. mit Reut Regev, Jay Rozen, Sara Schoenbeck, Nicole Mitchell, James Fei, Steve Lehman, Mary Halvorson, Jessica Pavone |
| Jason Kao Hwang                                   | Stories Before Within                                                     | Innova                                | 2007     | mit Ken Filiano, Andrew Drury |
| Laura Andel                                       | Doble Mano                                                                | Rosbin                                | 2007     | mit Matt Bauder, Danny Tunick, Ursel Schlicht, Carl Maguire, Raul Jaurena, Stephanie Griffin, Ken Filiano, David Simons |
| Anthony Braxton                                   | Trio (Victoriaville) 2007                                                 | Victo                                 | 2007     | mit Mary Halvorson |
| Anthony Braxton                                   | 12+1tet (Victoriaville) 2007                                              | Victo                                 | 2007     | |
| Bill Dixon                                        | 17 Musicians in Search of a Sound: Darfur                                 | AUM Fidelity                          | 2007     | |
| Matthew Welch                                     | Luminocity                                                                | porter                                | 2000-09  | Taylor Ho Bynum wirkte nur bei der Session von 2007 mit, mit Nate Wooley, Sam Kullik, Jeremiah Cymerman, Josh Sinton, Mary Halvorson, Shelley Burgon, Jessica Pavone, Christopher Hoffman, Tom Blancarte, Trevor Dunn, Aaron Siegel |
| Joe Morris                                        | High Definition                                                           | HatHut Records                        | 2007     | mit Allan Chase, Luther Gray |
| Harris Eisenstadt                                 | Guewel                                                                    | Clean Feed                            | 2008     | mit Nate Wooley, Mark Taylor, Josh Sinton |
| Anthony Braxton                                   | Septet (Pittsburgh) 2008                                                  | New Braxton House                     | 2008     | mit Mary Halvorson, Jessica Pavone, Carl Testa, Jay Rozen, Aaron Siegel |
| Anthony Braxton                                   | (Moscow) 2008: Anthony Braxton Quartet                                    | Leo                                   | 2008     | mit Katherine Young, Mary Halvorson |
| Anthony Braxton                                   | Quartet (Mestre) 2008                                                     | Caligola                              | 2008     | mit Katherine Young, Mary Halvorson |
| Bill Dixon                                        | Tapestries for Small Orchestra                                            | Firehouse 12 Records                  | 2008     | mit Graham Haynes, Rob Mazurek, Stephen Haynes, Michel Côté, Warren Smith, Glynis Lomon, Ken Filiano |
| Rodrigo Amado                                     | Searching for Adam                                                        | Not Two Records                       | 2008     | mit John Hébert, Gerald Cleaver |
| Fred Ho                                           | Celestial Green Monster                                                   | Mutable                               | 2008     | Fred Ho and the Green Monster Big Band |
| Adam Lane                                         | Ashcan Rantings                                                           | Clean Feed                            | 2009     | Adam Lane’s Full Throttle Orchestra, mit Nate Wooley, Reut Regev, Tim Vaughn, Avram Fefer, David Bindman, Matt Bauder, Igal Foni (d)                                                                                                |
| Michiel Braam                                     | Quartet                                                                   | Bik Bent Braam                        | 2009     | Braam, u. a. mit einer Session mit Taylor Ho Bynum, Wilbert de Joode, Michael Vatcher |
| Joe Morris                                        | Next                                                                      | Porter                                | 2009     | Joe Morris Trio, mit Taylor Ho Bynum, Sara Schoenbeck |
| Bill Dixon                                        | Envoi                                                                     | Victo                                 | 2010     | mit Rob Mazurek, Graham Haynes, Stephen Haynes, Michel Cote, Warren Smith, Glynis Loman, Ken Filiano |
| Jason Kao Hwang                                   | Crossroads Unseen                                                         | Euonymus                              | 2010     | mit Ken Filiano, Andrew Drury |
| Jason Kao Hwang                                   | Burning Bridge                                                            | Innova                                | 2011     | mit Steve Swell, Joe Daley, Wang Guowei, Sun Li, Ken Filiano, Andrew Drury |
| François Houle                                    | Genera                                                                    | Songlines                             | 2012     | mit Samuel Blaser, Benoît Delbecq, Michael Bates, Harris Eisenstadt |
| Gianni Lenoci Hocus Pocus 4 + Taylor Ho Bynum     | Empty Chair                                                               | Silta Records                         | 2013?    | mit Pasquale Gadaleta, Giacomo Mongelli, Gianni Lenoci, Vittorio Gallo |
| The Tri-Centric Orchestra: Blake, Bynum, Laubrock | Agora, Questions of Transfiguration, Vogelfrei                            | Tri-Centric Orchestra (Self-released) | 2013-15  | |
| Anthony Braxton                                   | Eight Improvisations (Trio) 2014                                          | Tubapede                              | 2014     | |
| Anthony Braxton                                   | Trio (Knoxville) 2016                                                     | ?                                     | 2016     | mit Taylor Ho Bynum, Kyoko Kitamura |
| Anthony Braxton                                   | 10+1tet (Knoxville) 2016                                                  | ?                                     | 2016     | mit Nate Wooley, Vincent Chancey, James Fei, Ingrid Laubrock, Mary Halvorson, Brandon Seabrook, Tomeka Reid, Carl Testa, Tim Feeney                                                                                                 |
| Tomas Fujiwara                                    | Triple Double                                                             | Firehouse 12 Records                  | 2016     | |
| Emanuele Parrini                                  | Digging Reflections on Jazz and Blues                                     |                                       | 2020     | |
| John Hébert                                       | Sounds of Love                                                            | Sunnyside                             | 2022     | |
| Tomas Fujiwara Triple Double                      | March                                                                     | Firehouse 12                          | 2022     | |
| Reid, Kitamura, Bynum & Morris                    | Geometry of Trees                                                         | Relative Pitch Records                | 2022     | mit Tomeka Reid, Kyoko Kitamura, Bynum & Joe Morris |